# Melodi Grand Prix 2017
A  2017-es Melodi Grand Prix egy norvég zenei verseny volt, melynek keretén belül a nézők és a nemzetközi, szakmai zsűri kiválasztotta, hogy ki képviselje Norvégiát a 2017-es Eurovíziós Dalfesztiválon, Kijevben. A 2017-es MGP volt az ötvenharmadik norvég nemzeti döntő.
Az élő műsorsorozatban tíz dal versenyzett az Eurovíziós Dalfesztiválra való kijutásért. A döntőben a nézők és a nemzetközi, szakmai zsűrik szavazatai alakították ki a végeredményt.

## A résztvevők
A 10 résztvevőt 2017. február 7-én ismertették.
| Előadó            | Dal                                    | Szerzők                                                             |
| ----------------- | -------------------------------------- | ------------------------------------------------------------------- |
| Amina Sewali      | "Mesterverk"                           | Amina Sewali                                                        |
| Ammunition        | "Wrecking Crew"                        | Åge Sten Nilsen, Erik Mårtensson                                    |
| Elin & The Woods  | "First Step in Faith (Oadjebasvuhtii)" | Elin Kåven, Robin Lynch                                             |
| Ella              | "Mama's Boy"                           | Ida Maria, Per Kristian Ottestad                                    |
| In Fusion         | "Nothing Ever Knocked Us Over"         | Gustav Euren, Danne Attlerud, Niklas Arn, Ulrik Eurén, Cissi Kallin |
| Jenny Augusta     | "I Go Where You Go"                    | Jenny Augusta Enge / Inga Þyri Þórðardóttir                         |
| JOWST             | "Grab the Moment"                      | Joakim With Steen, Jonas McDonnell                                  |
| Kristian Valen    | "You & I"                              | Kristian Valen                                                      |
| Rune Rudberg Band | "Run Run Away"                         | Peter Danielson, Åsa Karlström og Mats Larsson                      |
| Ulrikke           | "Places"                               | Ulrikke Brandstorp, Tony Alexander Skjevik                          |

## Élő műsorsorozat

### Döntő
A döntőt március 11-én rendezte a NRK tíz előadó részvételével Oslóban, az Oslo Spektrum arénában. A végeredményt a nézők és a nemzetközi, szakmai zsűrik szavazatai alakították ki. Első körben a zsűrik szavaznak az alábbi módon: az első helyezett 12 pontot kap, a második 10-et, a harmadik 8-at, a negyedik 7-et, az ötödik 6-ot, a hatodik 5-öt, a hetedik 4-et, a nyolcadik 3-at, a kilencedik 2-t, a tizedik pedig 1 pontot. Ehhez adódnak hozzá a közönségszavazás pontjai arányban, és így alakul ki a top 10. Az első négy helyezett tovább jut a második körbe.
| 1  | Ulrikke                        | "Places"                               | Ulrikke Brandstorp, Tony Alexander Skjevik                          | 4  |
| 2  | Jenny Augusta                  | "I Go Where You Go"                    | Jenny Augusta Enge, Inga Þyri Þórðardóttir                          | 10 |
| 3  | Rune Rudberg Band              | "Run Run Away"                         | Peter Danielson, Åsa Larsson, Mats Larsson                          | 8  |
| 4  | Jowst feat. Aleksander Walmann | "Grab the Moment"                      | Joakim With Steens, Jonas McDonnell                                 | 1  |
| 5  | Kristian Valen                 | "You & I"                              | Kristian Valen                                                      | 7  |
| 6  | In Fusion                      | "Nothing Ever Knocked Us Over"         | Gustav Eurén, Danne Attlerud, Niklas Arn, Ulrik Eurén, Cissi Callin | 9  |
| 7  | Amina Sewali                   | "Mesterverk"                           | Amina Sewali                                                        | 5  |
| 8  | Ammunition                     | "Wrecking Crew"                        | Åge Sten Nilsen, Erik Mårtensson                                    | 2  |
| 9  | Elin & The Woods               | "First Step in Faith (Oadjebasvuhtii)" | Robin Lynch, Elin Kåven                                             | 3  |
| 10 | Ella                           | "Mama's Boy"                           | Per Kristian Ottestad, Ida Maria                                    | 6  |

| Részletes nemzetközi zsűri szavazat | Részletes nemzetközi zsűri szavazat    | Részletes nemzetközi zsűri szavazat | Részletes nemzetközi zsűri szavazat | Részletes nemzetközi zsűri szavazat | Részletes nemzetközi zsűri szavazat | Részletes nemzetközi zsűri szavazat | Részletes nemzetközi zsűri szavazat | Részletes nemzetközi zsűri szavazat | Részletes nemzetközi zsűri szavazat | Részletes nemzetközi zsűri szavazat | Részletes nemzetközi zsűri szavazat |
| #                                   | Dal                                    | Zsűri                               | Zsűri                               | Zsűri                               | Zsűri                               | Zsűri                               | Zsűri                               | Zsűri                               | Zsűri                               | Zsűri                               | Zsűri                               |
| #                                   | Dal                                    | Írország                            | Örményország                        | Finnország                          | Svédország                          | Izrael                              | Németország                         | Ausztria                            | Magyarország                        | Málta                               | Egyesült Királyság                  |
| ----------------------------------- | -------------------------------------- | ----------------------------------- | ----------------------------------- | ----------------------------------- | ----------------------------------- | ----------------------------------- | ----------------------------------- | ----------------------------------- | ----------------------------------- | ----------------------------------- | ----------------------------------- |
| 1                                   | "Places"                               | Írország                            | Örményország                        |                                     |                                     |                                     | Németország                         |                                     |                                     |                                     |                                     |
| 2                                   | "I Go Where You Go"                    |                                     |                                     |                                     |                                     |                                     |                                     |                                     |                                     |                                     |                                     |
| 3                                   | "Run Run Away"                         |                                     |                                     |                                     |                                     |                                     |                                     |                                     |                                     |                                     |                                     |
| 4                                   | "Grab the Moment"                      |                                     |                                     |                                     | Svédország                          | Izrael                              |                                     |                                     | Magyarország                        | Málta                               |                                     |
| 5                                   | "You & I"                              |                                     |                                     |                                     |                                     |                                     |                                     |                                     |                                     |                                     |                                     |
| 6                                   | "Nothing Ever Knocked Us Over"         |                                     |                                     |                                     |                                     |                                     |                                     |                                     |                                     |                                     |                                     |
| 7                                   | "Mesterverk"                           |                                     |                                     |                                     |                                     |                                     |                                     |                                     |                                     |                                     |                                     |
| 8                                   | "Wrecking Crew"                        |                                     |                                     | Finnország                          |                                     |                                     |                                     | Ausztria                            |                                     |                                     |                                     |
| 9                                   | First Step in Faith (Oadjebasvuhtii)"" |                                     |                                     |                                     |                                     |                                     |                                     |                                     |                                     |                                     |                                     |
| 10                                  | "Mama's Boy"                           |                                     |                                     |                                     |                                     |                                     |                                     |                                     |                                     |                                     | Egyesült Királyság                  |

| Aranydöntő – 2017. március 11. | Aranydöntő – 2017. március 11. | Aranydöntő – 2017. március 11.         | Aranydöntő – 2017. március 11. | Aranydöntő – 2017. március 11. |
| #                              | Előadó                         | Dal                                    | Nézők                          | Helyezés                       |
| ------------------------------ | ------------------------------ | -------------------------------------- | ------------------------------ | ------------------------------ |
| 1                              | Jowst feat. Aleksander Walmann | "Grab the Moment"                      | 46 064                         | 1.                             |
| 2                              | Ulrikke                        | "Places"                               | 12 662                         | 4.                             |
| 3                              | Elin & The Woods               | "First Step in Faith (Oadjebasvuhtii)" | 28 591                         | 3.                             |
| 4                              | Ammunition                     | "Wrecking Crew"                        | 40 128                         | 2.                             |

#### A nemzetközi zsűrik pontjainak bejelentői
| 1. Írország – Johnny Logan 2. Örményország – n.a. 3. Finnország – n.a. 4. Svédország – n.a. 5. Izrael – Alon Amir | 1. Németország – Carola Conze 2. Ausztria – n.a. 3. Magyarország – Freddie 4. Málta – n.a. 5. Egyesült Királyság – William Lee Adams |